# 東新庄子
東新庄子（原名新庄仔）是臺北市的一個地名，位於今南港區北部的中西部。約略為今日稱為新庄仔次分區的西新東端、重陽、東新、東明、新光等里，以及合成里的東端。
此地區於1843年的古契中就有提及的「新庄仔埤」，為南港三大埤之一，是臺北現存最古老的埤塘面積廣闊，後來的玉成國小、南港瓶蓋工廠都曾是埤塘的一部分，現又稱東新埤。

## 歷史
台灣清治末期至日治前期，該地區為一街庄，稱為「新庄仔庄」，隸屬於大加蚋堡。該庄北隔基隆河與芝蘭一堡里族庄為鄰，東與三重埔庄為鄰，南邊為四份仔庄、後山庄，西邊為後山陂庄。
1901年（明治三十四年）11月11日，該庄隸屬於臺北廳錫口支廳，同年12月17日編為第七區。1905年4月19日，新庄仔庄改為「東新庄仔庄」，以區別位在臺北廳直轄的西新庄仔庄、小基隆支廳的北新庄仔庄。1906年（明治三十九年）1月1日，第七、八兩區合併為「南港區」。1920年（大正九年）10月1日，南港區及內湖區合併為「內湖庄」，隸屬於臺北州七星郡，而東新庄仔庄改為「東新庄子」大字。
二戰後，內湖庄改制為內湖鄉，隸屬於臺北縣，大字亦改制為村。1946年7月，南港、內湖分治，東新庄子地區改隸屬於「南港鎮」，村改制為里。1968年7月，臺北市改制為院轄市，南港鎮併入成為南港區。1990年3月，臺北市各區重劃，該地區仍屬於南港區。

## 交通
台北捷運板南線橫越東新庄子地區中北部，設有昆陽站。鄰近居民可由此路線及相關路網快速前往大台北地區各地，或在南港車站轉搭高鐵、台鐵或客運前往全台各地。
省道台5線（忠孝東路五段）穿越本地區中北部，為重要的平面聯外道路。

## 學校
- 南港高中
- 玉成國小
- 東新國小

## 湖泊
- 新庄仔埤（西北側設有「新庄仔埤賞鳥平台」）

## 廟宇
- 南港新福宮
- 西新福壽宮